# Samantha van Wissen
Samantha van Wissen (Roermond, 1970) is een Nederlandse danseres die vooral gekend is omwille van haar werk met de in Brussel gevestigde choreografen Anne Teresa De Keersmaeker / Rosas en Thomas Hauert / ZOO.

## Opleiding en start als danseres
Samantha van Wissen werd in 1970 geboren in Roermond (Nederland). Ze studeerde aan de Hogeschool voor Muziek en Theater Rotterdam (sinds 2000 hernoemd tot Codarts - hogeschool voor de kunsten). Nadien trok ze naar Brussel en vervoegde daar Rosas, het dansgezelschap van Anne Teresa De Keersmaeker, en nadien ZOO, het dansgezelschap van Thomas Hauert.

## Samenwerking met Anne Teresa De Keersmaeker / Rosas
De eerste Rosas-producties waarin Samantha van Wissen danste zijn Erts (Anne Teresa De Keersmaeker / Rosas, 1992) en Mozart / Concert Arias. Un moto di gioia. (Anne Teresa De Keersmaeker / Rosas, 1992). Nadien volgde een uitgebreide reeks andere nieuwe Rosas-producties. De meest recente producties zijn Work/Travail/Arbeid (Anne Teresa De Keersmaeker / Rosas, 2015) en Così fan tutte (Anne Teresa De Keersmaeker / Rosas en Opéra national de Paris, 2017). Ze werkte ook mee aan heropvoeringen van de Rosas-producties Rosas danst Rosas (Anne Teresa De Keersmaeker / Rosas, 1983), Elena's Aria (Anne Teresa De Keersmaeker / Rosas, 1984), Bartók / Mikrokosmos (Anne Teresa De Keersmaeker / Rosas, 1987), Achterland (Anne Teresa De Keersmaeker / Rosas, 1990), Drumming (Anne Teresa De Keersmaeker / Rosas en Ictus, 1998) en Rain (Anne Teresa De Keersmaeker / Rosas en Ictus, 2001). Daarnaast is ze ook te zien in een aantal films/video’s die over of op basis van Rosas-producties werden gemaakt.

## Samenwerking met Thomas Hauert / ZOO
In 1997 sloot Samantha van Wissen zich ook aan bij ZOO, het dansgezelschap van de in Brussel gevestigde Zwitserse choreograaf Thomas Hauert, om als danser mee te werken aan Cows in space (Thomas Hauert / ZOO, 1998). Nadien volgden nog een tiental andere ZOO-producties. 

## Samenwerking met anderen
Ze werkte ook enkele keren samen met Fabián Barba, een Ecuadoriaanse danser en choreograaf die in Brussel studeerde aan de dansschool P.A.R.T.S. en eveneens met Thomas Hauert samenwerkte. Ze danste verder in enkele productie die regisseuse Inne Goris maakte voor kinderen, en in een productie van videast/muzikant Walter Verdin.

## Werk als danslerares en artistieke coach
Samantha van Wissen was gedurende verschillende jaren docente (repertoire van Anne Teresa De Keersmaeker en yoga) aan P.A.R.T.S., de dansschool in Brussel die door Anne Teresa De Keersmaeker werd opgericht. Sinds 2007 doceert ze het repertoire van Anne Teresa De Keersmaeker (en hedendaagse danstechnieken) ook jaarlijks bij ImPulsTanz - Vienna International Dance Festival. Samen met Anne Teresa De Keersmaeker werkte Samantha van Wissen ook mee aan het project [Re:Rosas!], een kunsteducatief YouTube-project van fABULEUS waarmee iedereen wordt uitgenodigd om een remix te maken van de 'stoelenscène' uit de choreografie Rosas dans Rosas (Anne Teresa De Keersmaeker/Rosas, 1983). Samen leggen ze in drie instructiefilmpjes de verschillende bewegingen en de structuur van de choreografie stap voor stap uit.
Samantha van Wissen geeft ook al vijftien jaar dansles in cultuurcentrum Westrand in Dilbeek. Ze was eveneens coach hedendaagse dans, improvisatie en bewegingstheater voor Danspunt.

## Producties
Met Anne Teresa De Keersmaeker / Rosas:
- Erts (Anne Teresa De Keersmaeker / Rosas, 1992)
- Mozart / Concert Arias. Un moto di gioia. (Anne Teresa De Keersmaeker / Rosas, 1992)
- Kinok (Anne Teresa De Keersmaeker / Rosas, 1994)
- Amor constante, más allá de la muerte (Anne Teresa De Keersmaeker / Rosas, 1994)
- Erwartung / Verklärte Nacht (Anne Teresa De Keersmaeker / Rosas, 1995)
- Woud, three movements to the music of Berg, Schönberg & Wagner (Anne Teresa De Keersmaeker / Rosas, 1996)
- Duke Bluebeard's castle (Anne Teresa De Keersmaeker / Rosas, 1998)
- Repertory Evening (Anne Teresa De Keersmaeker / Rosas, 2002)
- Verklärte Nacht (Anne Teresa De Keersmaeker / Rosas, 2014)
- Work/Travail/Arbeid (Anne Teresa De Keersmaeker / Rosas, 2015)
- Così fan tutte (Anne Teresa De Keersmaeker / Rosas en Opéra national de Paris, 2017)[5]

Ook werkte Samantha van Wissen mee aan heropvoeringen van de Rosas-producties Rosas danst Rosas (Anne Teresa De Keersmaeker / Rosas, 1983), Elena's Aria (Anne Teresa De Keersmaeker / Rosas, 1984), Bartók / Mikrokosmos (Anne Teresa De Keersmaeker / Rosas, 1987), Achterland (Anne Teresa De Keersmaeker / Rosas, 1990), Drumming (Anne Teresa De Keersmaeker / Rosas en Ictus, 1998) en Rain (Anne Teresa De Keersmaeker / Rosas en Ictus, 2001).
Met Thomas Hauert / ZOO:
- Cows in space (Thomas Hauert / ZOO, 1998)
- Pop-Up Songbook (Thomas Hauert / ZOO, 1999)
- Jetzt (Thomas Hauert / ZOO, 2000)
- Verosimile (Thomas Hauert / ZOO, 2002)
- 5 (Thomas Hauert, Mark Lorimer, Sara Ludi, Samantha van Wissen en Mat Voorter / ZOO, 2003)
- More or less sad songs (Thomas Hauert, Martin Kilvady, Sara Ludi, Chrysa Parkinson, Samantha van Wissen en Mat Voorter / ZOO, 2005)
- Walking Oscar (Thomas Hauert / ZOO, 2006)
- Puzzled (Jurgen De bruyn/Zefiro Torna en Thomas Hauert / ZOO, 2007)
- Accords (Thomas Hauert / ZOO, 2008)
- You've Changed (Thomas Hauert / ZOO, 2010)
- MONO (Thomas Hauert / ZOO, 2013)

Met Inne Goris:
- Drie zusters (Inne Goris, 2003)[7]
- Droesem (Inne Goris, 2007)[8]

Met Fabián Barba:
- A personal yet collective history (Fabián Barba, 2012)[9]
- slugs’ garden/cultivo de babosas (Fabián Barba en Esteban Donoso, 2017)[10][11]

Met Walter Verdin:
- Storm (Walter Verdin, 1999)[12]

## Filmografie
- Mozartmateriaal (Jurgen Persijn en Ana Torfs, 1993)[13]
- Rosas danst Rosas (Thierry De Mey, 1997)[14]